# ماركوس إف. كامينغز
ماركوس إف. كامينغز (بالإنجليزية: Marcus F. Cummings)‏ هو مهندس معماري أمريكي، ولد في 11 مارس 1836، وتوفي في 1905.

## معرض صور

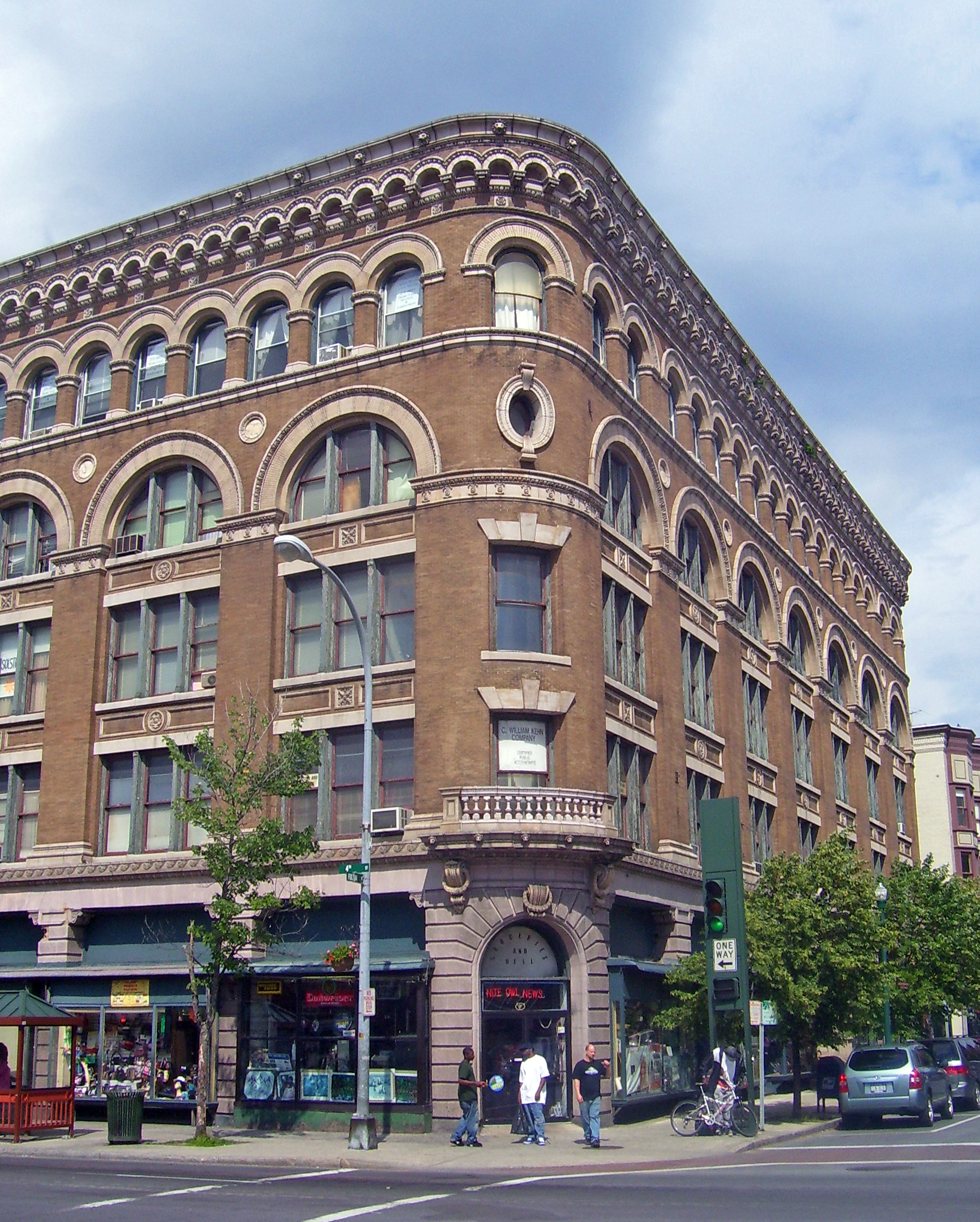
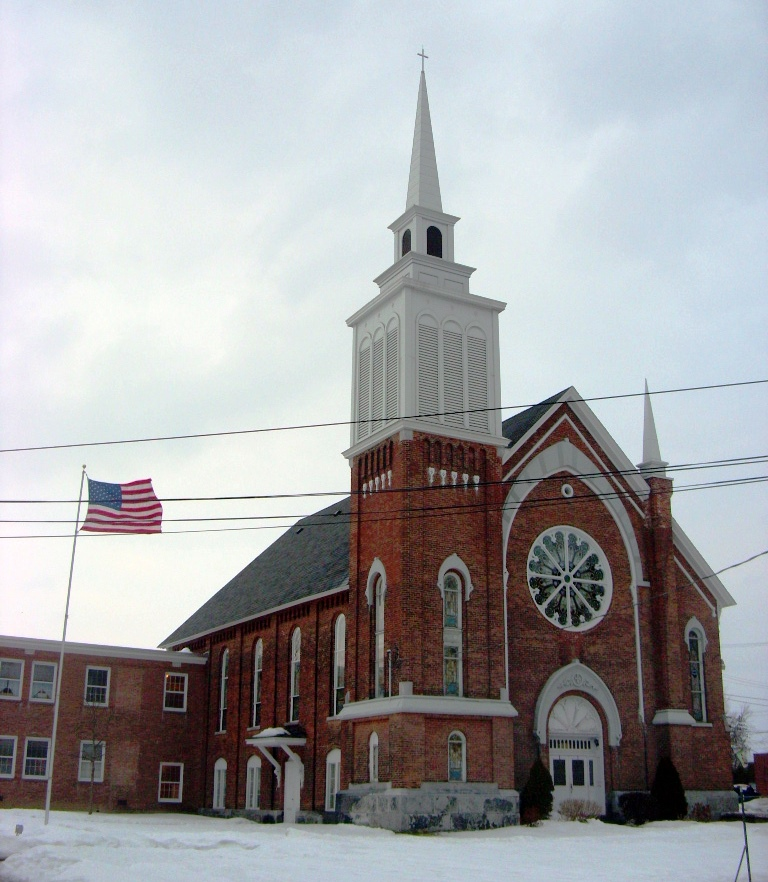
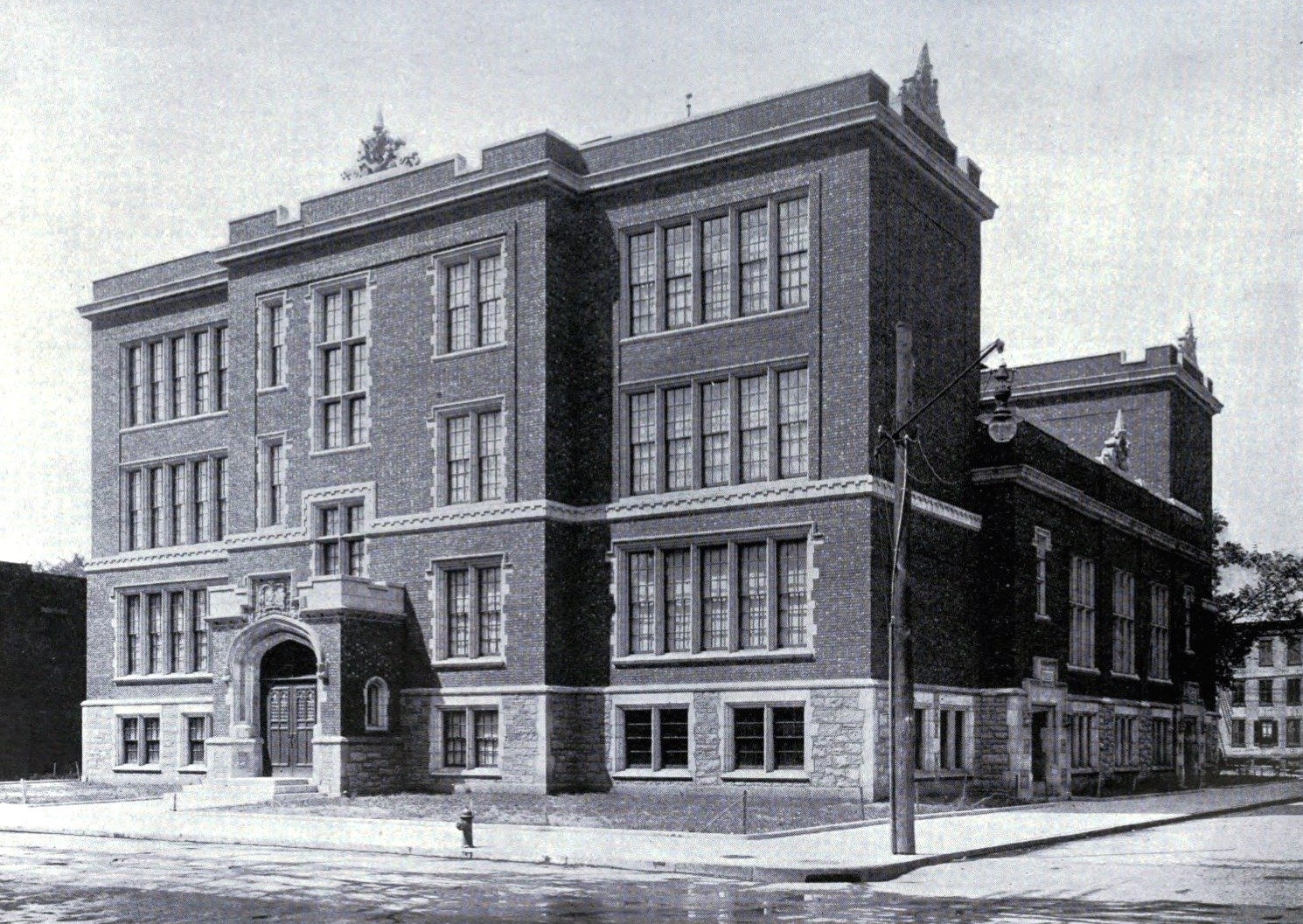
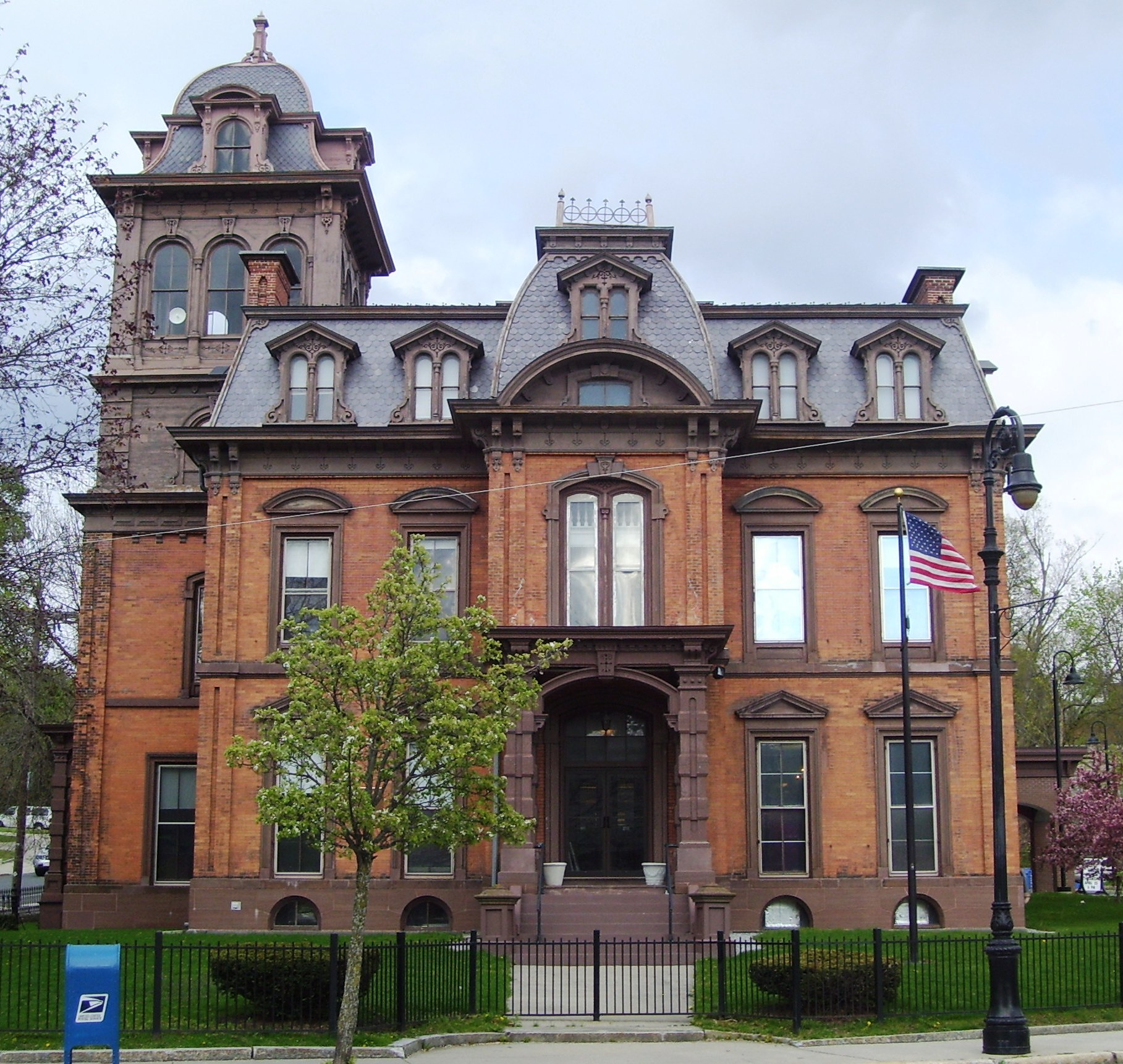
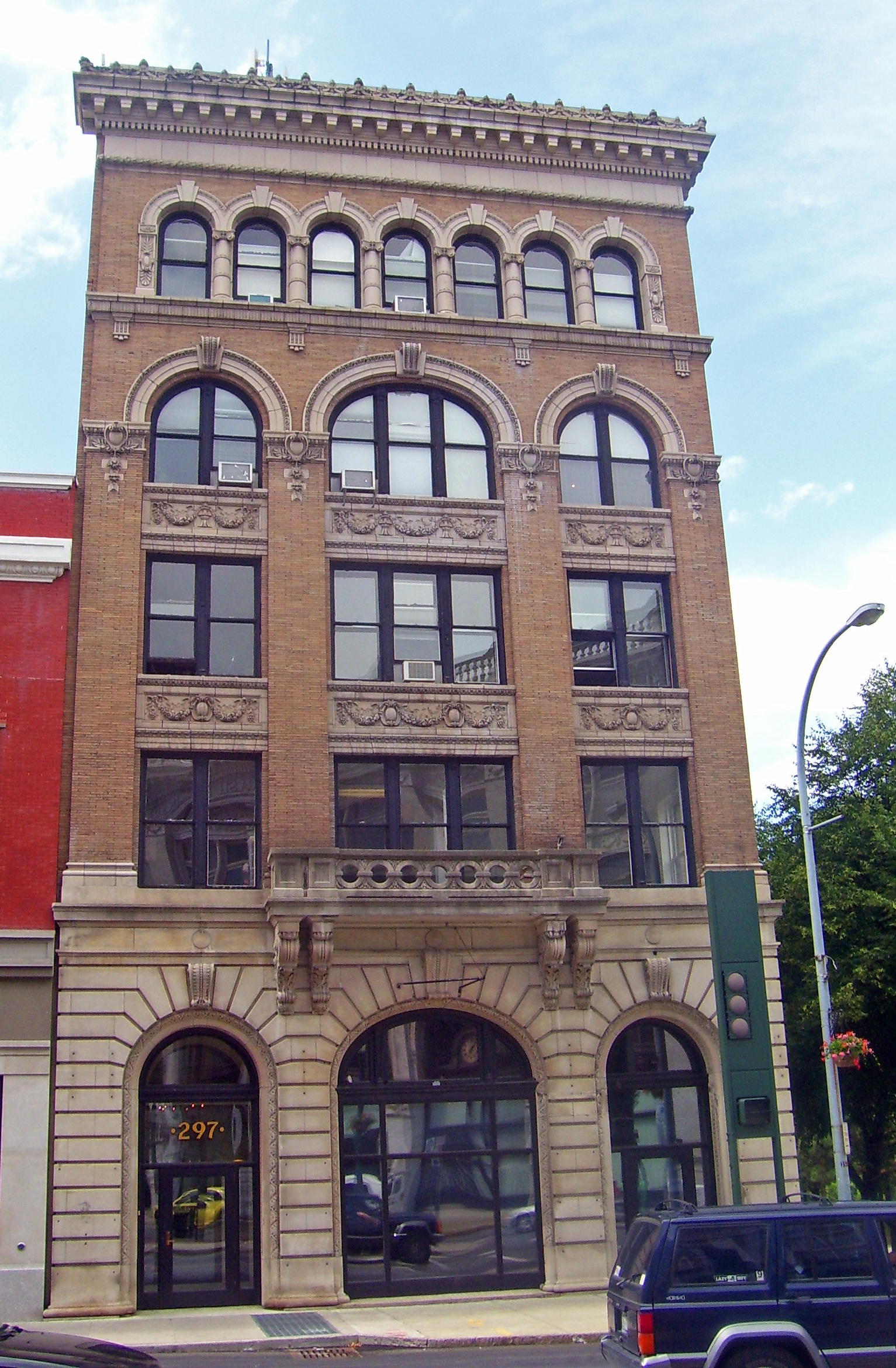